# Rido Busse
Rido Busse (* 14. August 1934 in Wiesbaden; † 12. Februar 2021) war ein deutscher Industriedesigner. Als Honorarprofessor war er an der Kunsthochschule Berlin-Weißensee tätig. Außerdem nahm er Lehraufträge an den Fachhochschulen für Ingenieure in Ulm sowie für Designer in München, Darmstadt, Karlsruhe und Halle wahr. Er stiftete den Negativpreis Plagiarius, mit dem seit 1977 besonders dreiste Plagiate ausgezeichnet werden.

## Ausbildung
Busse machte eine Lehre zum Silberschmied, besuchte eine Metallbildhauer-Klasse an der Werkkunstschule Wiesbaden und die Werkakademie in Kassel. Seit 1953 studierte er an der Hochschule für Gestaltung in Ulm, 1959 schloss er sein Studium mit Diplom ab. Sein Studium finanzierte er mit Stipendien der Geschwister-Scholl- und der Friedrich-Ebert-Stiftung. Zu seinen Lehrern zählte Johannes Itten.

## Unternehmen
Im Jahr seines Studiumabschlusses gründete Busse das Unternehmen busse design ulm für Produktdesign, das 1998 70, heute etwa 45 Mitarbeiter beschäftigt und Produkte für die Industrie entwickelt. Er leitete das Unternehmen bis 1999 und stand auch später noch beratend zur Verfügung. 2007 erfolgte die Umfirmierung zur BUSSE Design+Engineering GmbH. Die Unternehmen erhielten sehr viele Auszeichnungen. Unter anderem über 100 IF-Awards sowie zahlreiche Red Dot Design Awards und weitere renommierte Preise. Geschäftsführerin des Unternehmens war seit 1963 seine Ehefrau Annegret Schröder, die 2002 bei einem Unfall ums Leben kam.

## Plagiarius
1977 rief Busse die Negativauszeichnung Plagiarius für besonders dreiste Plagiate ins Leben, nachdem er sein eigenes Produkt auf der Frankfurter Konsumgütermesse „Ambiente“ entdeckt hatte, das von einem chinesischen Hersteller nachgebaut worden war.

## Longlife Design Awards
1978 stiftete er die Busse Longlife Design Awards, mit dem alle drei Jahre Produkte ausgezeichnet werden, die länger als acht Jahre am Markt bestehen konnten.

## Preise
1993 erhielt Busse den design communication award, 1994 den Designpreis des Landes Rheinland-Pfalz und im Folgejahr den Preis des Fachverbandes für Kunststoff-Konsumwaren. 1999 folgte die Wirtschaftsmedaille des Landes Baden-Württemberg, womit er für seine unternehmerische Leistung ausgezeichnet wurde. 2010 erhielt er das Verdienstkreuz am Bande der Bundesrepublik Deutschland. Für sein Lebenswerk wurde er im Jahr 2010 mit der Ehrenmitgliedschaft des Deutschen Designer Clubs ausgezeichnet.

## Weiteres
Busse war Mitglied im Aufsichtsrat der Wall AG Berlin sowie Mitglied im Kuratorium der Fachhochschule Schwäbisch Hall. Als Präsidiumsmitglied gehörte er 1980 bis 1984 dem Verband Deutscher Industrie-Designer an, war Mitglied im ASU sowie im VDI. Er war Mitglied im Deutschen Werkbund. 2007 war er Mitglied der Jury des red dot design award:product design. Außerdem war Rido Busse ab 1994 Chairman of the German Trade and Industry Board.